# سوکولیته
سوکولیته (به بلغاری: Sokolite) یک منطقهٔ مسکونی در بلغارستان است که در شهرستان چرنوچن واقع شده‌است.
 سوکولیته ۱۷٫۹۴۷ کیلومتر مربع مساحت و ۸۱ نفر جمعیت دارد.